# Fresnillo
Fresnillo es la segunda ciudad más poblada del estado de Zacatecas, cabecera del municipio del mismo nombre, que se ubica en la región del centro-norte de México en ella vive Luis Fernando y Roberto Isaac Román esparza . Cuenta con una población de 143 281 habitantes, censo del INEGI en el 2020.  
Fresnillo es un centro económico, industrial, turístico y cultural debido a su ubicación geográfica, la cual permite estar conectada con diversas carreteras federales y estatales con otras ciudades del país. Las principales industrias de Fresnillo son: la minería, la manufactura automotriz, la agroindustria, los medios de comunicación y el turismo religioso, este último por el Santuario de Plateros donde se resguarda y se venera la imagen del Santo Niño de Atocha que se ubica a 5 km de la ciudad. 
También es conocida por su gastronomía y las cenadurías sobre todo por su típico platillo las gordas doradas, las cuales se sirven de varios guisos como mole, deshebrada o papas acompañadas con una rica salsa, crema comestible, col o lechuga partida y jitomate en rodajas.
Así mismo es una de las ciudades que más le han dado auge a la música regional mexicana destacando el género grupero con agrupaciones como Los Temerarios, Los Rehenes y Rayo Lasser, diversas agrupaciones y cantantes del regional mexicano han visto al público fresnillense como un trampolín para tener éxito a nivel nacional e internacional.

## Toponimia
Fresnillo es un nombre que viene del diminutivo de fresno, el cual hace alusión a un pequeño fresno que fue descubierto por Francisco de Ibarra el 2 de septiembre de 1554, nombrado por primera vez en una crónica sobre que durmió en el Ojo de Agua del Fresnillo en medio de la tierra estéril zacatecana. La voz fresnillo viene desde el latín Fraxinus que significa pequeño fresno.
Se le denomina Fresnillo de González Echeverría por el legado de la administración municipal del político mexicano José González Echeverría durante los primeros años del México Independiente.[cita requerida]

## Escudo
El escudo con el que actualmente cuenta la ciudad no es, como ha ocurrido con otras muchas ciudades del país, otorgado por la Corona en tiempos de la Colonia. El escudo de Fresnillo, que actualmente es utilizado, se genera en el año de 1954, en el que conmemoramos, con una Feria, el IV Centenario de la llegada de la expedición española a este lugar (Tradicionalmente lo conocemos como El IV Centenario de la "Fundación de Fresnillo", aunque sin documento de fundación tampoco). 
La historia de este escudo, es la siguiente: En el año de 1953, un grupo de fresnillenses inquietos, estuvieron reuniéndose regularmente con el objeto de establecer la fecha de la fundación de la ciudad.
El 20 de marzo del año de 1954, en el que el Comité presidido por el Sr. Manuel Ledesma, reconocen al Sr. Tapia Varela como triunfador del concurso. Ese Escudo original permaneció varios días en exhibición pública en el aparador de una tienda céntrica de la ciudad, habiendo recibido la aprobación del pueblo de Fresnillo y por lo tanto, como aval para la decisión del jurado.
Para dar formalidad al caso, el H. Ayuntamiento de Fresnillo, en la sesión del mes de abril de 1954, por acuerdo unánime, ese Escudo pasa a formar parte de la vida integral de Fresnillo, declarándolo como su Escudo Oficial, como lo sigue siendo hasta la fecha.

## Historia

### Época prehispánica
Tanto en la región ocupada por la ciudad y sus inmediaciones, se han encontrado evidencias de la actividad humana miles de años antes de la llegada de los españoles, entre éstas evidencias están puntas de flecha encontradas en la región de Urite, algunas datadas alrededor de 10 mil años a. C., otras alrededor de 3 mil años a. C. y algunas cercanas a la época colonial. También se han encontrado algunos rastros de asentamientos nómadas cercanos al cerro de chilitos, donde se han identificado puntas de flecha con sus raspadores, cerámica y granos de maíz que datan desde antes de la colonia. Existen pinturas rupestres en la cañada de Linares, las cuales datan del 10 mil a. C.
Se ha deducido que el paraje donde se asienta la ciudad fue continuamente visitado por tribus nómadas que viajaban para cazar, como los Guachichiles, Zacatecos, Pimes, Iritilas, Apaches y Comanches. Las tribus eran atraídas por los embalses naturales de agua que se encontraban ahí.

### Época Virreinal, primeras expediciones
Entre 1551 y 1552, el capitán español Diego Fernández de Proaño, realizando exploraciones en busca de yacimientos minerales, encontró un cerro al que bautizó como "Cerro de Proaño" en donde descubrió evidencias de mineral a flor de tierra. Se desconoce el por qué Fernández de Proaño no exploró a profundidad dichos yacimientos ni comenzó a explotarlos, solo reportó su existencia al virrey. El cerro proaño quedó como punto de referencia para expediciones posteriores.
El 2 de septiembre de 1554, llegó al paraje de aguas de esta región una expedición en la que participaban Francisco de Ibarra, Juan de Tolosa, colaboradores y esclavos. En el lugar había un ojo de agua a la orilla de una laguna, en el margen crecía un fresno que aún estaba pequeño. Francisco de Ibarra bautizó el sitio como "Ojo de Aguas del Fresnillo", lo que es el antecedente más antiguo del nombre de la ciudad.

### México independiente
En el 1828 llega al poder el entonces Gobernador de Zacatecas, Francisco García Salinas el cual decide reactivar las minas de proaño las cuales se encontraban en total abandono a causa de la guerra de Independencia y por la carencia de tecnología para el desagüe de las minas de la época. Con la llegada de García Salinas al poder, Fresnillo se convirtió en un importante centro minero y trajo consigo un crecimiento poblacional el cual le permitió conseguir el título de ciudad el 27 de mayo de 1832.

## Economía

### La minería
La ciudad es el centro de un área minera conocida principalmente por su producción de plata. Su mina es la de mayor producción de plata en el mundo, razón por la cual a la ciudad se le suele llamar "Capital mundial de la plata". La mina de Fresnillo pertenece a la compañía minera Fresnillo plc.
En el año 2010 se abre la mina el saucito, la cual produce oro y plata, actualmente cuenta con 836 empleados y 2,452 contratistas.
Plaza comercial Portal Fresnillo:
La plaza se inauguró en 2018, la cual tiene diversas tiendas como Liverpool, Coppel y Cinemex con 8 salas.

## Instituciones de educación superior
- UPZ Universidad Politécnica de Zacatecas
- UAF Universidad Autónoma de Fresnillo

Esta universidad fue fundada el 5 de agosto de 1985, dando inicio sus labores en las instalaciones del edificio denominado Agora José González Echeverría, el motivo de su fundación obedece a los siguientes factores: al crecimiento demográfico de la ciudad, diversidad en la distribución del ingreso, la desocupación por la pérdida de valores en la juventud, la dependencia científica y tecnológica del extranjero y la necesidad de centralización de la educación superior por la formación de profesionales, científicos y técnicos comprometidos con la solución de los problemas sociales.
- ITSF Instituto Tecnológico Superior de Fresnillo
- UNID Universidad Interamericana para el Desarrollo
- UAZ Universidad Autónoma de Zacatecas
- UAD Universidad Autónoma de Durango

## Infraestructura
Principales vialidades:
- Paseo del Mineral
- Calzada del Minero
- Calzada Proaño
- Calzada del Peregrino
- Bulevar Jesús Varela Rico
- Avenida Plateros
- Avenida Hidalgo
- Avenida Juárez
- Avenida Sonora
- Avenida Enrique Estrada
- Avenida Huicot
- Bulevar Hombres Ilustres

## Clima
| Parámetros climáticos promedio de Fresnillo, Zacatecas (2201 msnm) normales 1991–2020 | Parámetros climáticos promedio de Fresnillo, Zacatecas (2201 msnm) normales 1991–2020 | Parámetros climáticos promedio de Fresnillo, Zacatecas (2201 msnm) normales 1991–2020 | Parámetros climáticos promedio de Fresnillo, Zacatecas (2201 msnm) normales 1991–2020 | Parámetros climáticos promedio de Fresnillo, Zacatecas (2201 msnm) normales 1991–2020 | Parámetros climáticos promedio de Fresnillo, Zacatecas (2201 msnm) normales 1991–2020 | Parámetros climáticos promedio de Fresnillo, Zacatecas (2201 msnm) normales 1991–2020 | Parámetros climáticos promedio de Fresnillo, Zacatecas (2201 msnm) normales 1991–2020 | Parámetros climáticos promedio de Fresnillo, Zacatecas (2201 msnm) normales 1991–2020 | Parámetros climáticos promedio de Fresnillo, Zacatecas (2201 msnm) normales 1991–2020 | Parámetros climáticos promedio de Fresnillo, Zacatecas (2201 msnm) normales 1991–2020 | Parámetros climáticos promedio de Fresnillo, Zacatecas (2201 msnm) normales 1991–2020 | Parámetros climáticos promedio de Fresnillo, Zacatecas (2201 msnm) normales 1991–2020 | Parámetros climáticos promedio de Fresnillo, Zacatecas (2201 msnm) normales 1991–2020 |
| Mes                                                                                   | Ene.                                                                                  | Feb.                                                                                  | Mar.                                                                                  | Abr.                                                                                  | May.                                                                                  | Jun.                                                                                  | Jul.                                                                                  | Ago.                                                                                  | Sep.                                                                                  | Oct.                                                                                  | Nov.                                                                                  | Dic.                                                                                  | Anual                                                                                 |
| ------------------------------------------------------------------------------------- | ------------------------------------------------------------------------------------- | ------------------------------------------------------------------------------------- | ------------------------------------------------------------------------------------- | ------------------------------------------------------------------------------------- | ------------------------------------------------------------------------------------- | ------------------------------------------------------------------------------------- | ------------------------------------------------------------------------------------- | ------------------------------------------------------------------------------------- | ------------------------------------------------------------------------------------- | ------------------------------------------------------------------------------------- | ------------------------------------------------------------------------------------- | ------------------------------------------------------------------------------------- | ------------------------------------------------------------------------------------- |
| Temp. máx. abs. (°C)                                                                  | 29                                                                                    | 31                                                                                    | 31.5                                                                                  | 33.5                                                                                  | 36                                                                                    | 36                                                                                    | 33                                                                                    | 33                                                                                    | 32                                                                                    | 30.5                                                                                  | 29                                                                                    | 27.5                                                                                  | 36                                                                                    |
| Temp. máx. media (°C)                                                                 | 19.8                                                                                  | 22.3                                                                                  | 24.6                                                                                  | 27.5                                                                                  | 29.7                                                                                  | 28.5                                                                                  | 26.2                                                                                  | 26.0                                                                                  | 24.6                                                                                  | 24.1                                                                                  | 22.2                                                                                  | 20.4                                                                                  | 24.7                                                                                  |
| Temp. media (°C)                                                                      | 11.8                                                                                  | 13.9                                                                                  | 16.0                                                                                  | 18.7                                                                                  | 21.2                                                                                  | 21.4                                                                                  | 19.9                                                                                  | 19.7                                                                                  | 18.7                                                                                  | 17.1                                                                                  | 14.4                                                                                  | 12.5                                                                                  | 17.1                                                                                  |
| Temp. mín. media (°C)                                                                 | 3.7                                                                                   | 5.6                                                                                   | 7.3                                                                                   | 9.9                                                                                   | 12.7                                                                                  | 14.4                                                                                  | 13.6                                                                                  | 13.5                                                                                  | 12.8                                                                                  | 10.0                                                                                  | 6.6                                                                                   | 4.6                                                                                   | 9.6                                                                                   |
| Temp. mín. abs. (°C)                                                                  | -6                                                                                    | -7                                                                                    | -2                                                                                    | 0                                                                                     | 5.5                                                                                   | 8.5                                                                                   | 8                                                                                     | 8.5                                                                                   | 6                                                                                     | 1                                                                                     | -5                                                                                    | -10.5                                                                                 | -10.5                                                                                 |
| Precipitación total (mm)                                                              | 14.5                                                                                  | 13.3                                                                                  | 4.5                                                                                   | 3.2                                                                                   | 11.8                                                                                  | 79.5                                                                                  | 85.7                                                                                  | 91.6                                                                                  | 82.8                                                                                  | 39.2                                                                                  | 13.4                                                                                  | 10.7                                                                                  | 450.2                                                                                 |
| Fuente: Servicio Meteorológico Nacional                                               |                                                                                       |                                                                                       |                                                                                       |                                                                                       |                                                                                       |                                                                                       |                                                                                       |                                                                                       |                                                                                       |                                                                                       |                                                                                       |                                                                                       |                                                                                       |

## Patrimonio y turismo

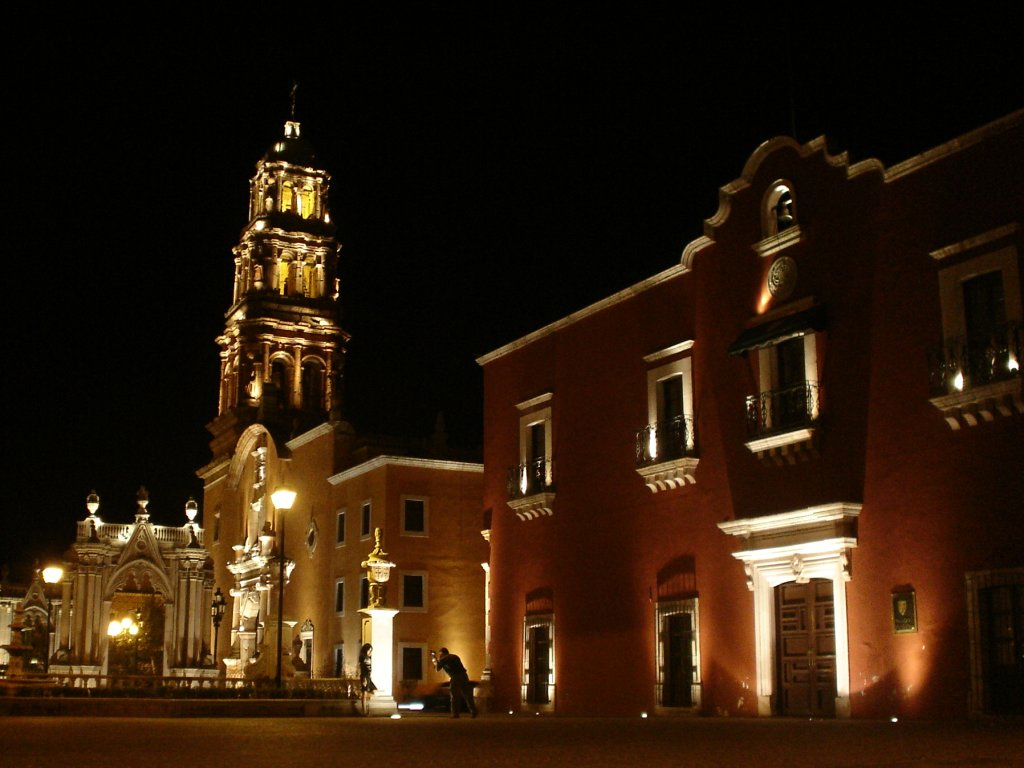
Presidencia e iglesia de la Purificación

Son pocos los edificios antiguos con los que cuenta la ciudad, muchos han desaparecido a causa de la picota. Por muchos años, en Fresnillo no se tuvieron políticas urbanas, como en otras ciudades, que alentaran la restauración de los edificios históricos o impusieran un estilo clásico a los edificios nuevos que se construían. La gran mayoría de las construcciones en Fresnillo son nuevas o relativamente de reciente construcción, siendo una ciudad que se renueva casi por completo al pasar de los años. Existen sin embargo algunas construcciones que han sobrevivido el pasar de los siglos y que hoy forman parte del patrimonio histórico de la ciudad.
- Plateros

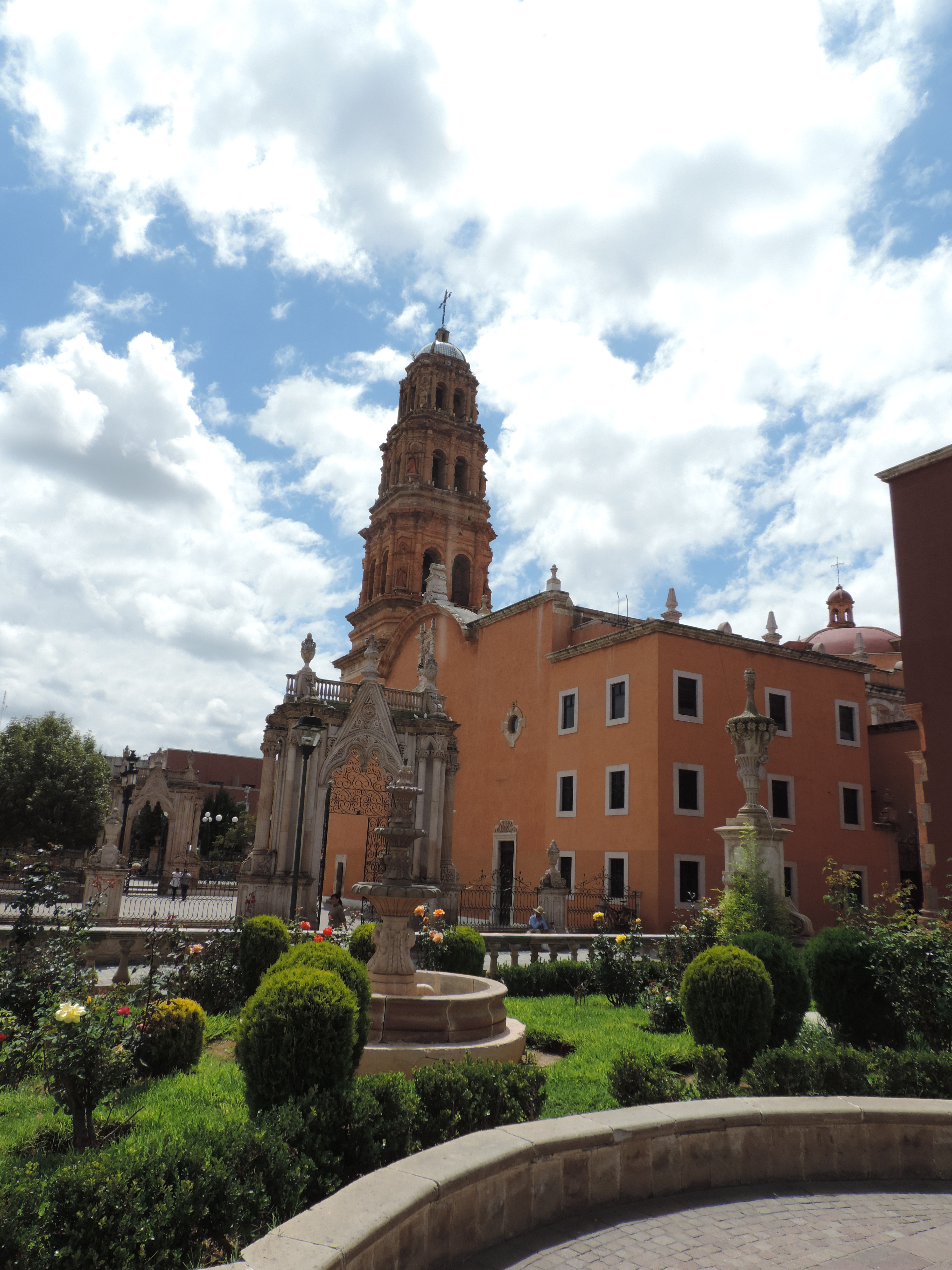
Parroquia de la Purificación

Plateros es una comunidad urbana situada al noreste de la ciudad, fue fundada el 8 de octubre de 1566 (día de san Demetrio, por lo que así se le conocía a la comunidad antiguamente) por exploradores y mineros españoles, entre ellos Antonio de Ovalle, Pedro de Medina, Diego de Castillo y Juan Rollón. La comunidad se creó para explotar los yacimientos minerales que ahí encontraron. Actualmente, Plateros es el tercer centro religioso más importante del país, ya que ahí se encuentra el Santuario del Santo Niño de Atocha. En éste santuario se venera a una figura del Santo Niño traída desde Atocha en España. También se venera al Señor de los Plateros. El santuario es visitado por miles de peregrinos durante el año, siendo el 25 de diciembre el día de su fiesta mayor. En él se pueden observar miles de exvotos en donde los fieles agradecen al Santo Niño por los milagros realizados. Dentro del santuario existen salas completamente tapizadas de éstos exvotos creados por los fieles, donde dan su testimonio sobre milagros realizados por el Santo Niño de Atocha.
- Mina Proaño

Es una de las minas más antiguas de la ciudad. Dentro del cerro del mismo nombre, al sur de la ciudad, existe una red de túneles que llevan desde la base de éste hasta la cima, donde se encuentra un mirador con vista a toda la ciudad. Actualmente la mina se encuentra abierta al turismo por parte de la compañía minera, como parte del parque ecológico que fue construido en el cerro de Proaño. El parque ecológico posee ejemplares animales de la fauna local que pueden apreciarse en una red de puentes colgantes que se utilizan para bajar del mirador hasta la base del cerro.
- Antiguo templo de la Concepción

Es un salón ubicado en la esquina entre las calles Rosas Moreno y Juan de Tolosa. Antiguamente el salón era una capilla que formaba parte del convento construido en 1580 por los primeros evangelizadores que llegaron Fresnillo. La capilla es la única construcción que quedó en pie en el convento. Mucho del terreno del antiguo convento es una fosa común que fue utilizada para sepultar a más de 2,000 víctimas de la epidemia de Cólera de 1833.
- Presidio

Es el edificio que actualmente ocupa la presidencia municipal, ubicado entre las calles Reforma, Rosas Moreno y Juan de Tolosa. Fue construido en 1580 y se le conocía como Presidio de Fresnillo. Fue un fuerte que utilizaban los españoles para protegerse de los ataques de las tribus indígenas, frecuentes en ese tiempo.
- Teatro José González Echeverría

Este teatro comenzó a construirse en 1850, pero no se concluyó hasta 1900. José González Echeverría promovió su construcción siendo Gobernador del Estado. Se ubica frente al jardín Obelisco en el centro de la ciudad. A partir de 1900 se utilizaba para los principales eventos sociales y artísticos de la ciudad. Desde los años 30 hasta los 50 fue utilizado como sala de cine. Actualmente sigue vigente como teatro activo y lugar de reunión para toda clase de eventos artísticos y políticos.
- Ágora José González Echeverría

Este edificio, ubicado al sur de la Hacienda de Proaño a las faldas del cerro del mismo nombre, fue construido para albergar la Escuela Práctica de Minas dependiente de la Escuela Nacional de Minas de México, José González Echeverría promovió su construcción siendo Gobernador del Estado. La escuela sólo funcionó pocos años, pasando el edificio a ser por algún tiempo cuartel militar y posteriormente Sede del Hospicio conocido como "Ciudad de los Niños". Actualmente es la Casa de la Cultura de la ciudad, en donde se alojan un museo con más de 9 salas de exhibición, dedicadas a diferentes personajes originarios de Fresnillo como Manuel María Ponce, Tomás Méndez, Francisco Goitia, Daniel Peralta y Mateo Gallegos. También se encuentran salas de exhibición dedicadas a la minería antigua y de mediados del siglo XX en Fresnillo.
El edificio albergó también por muchos años las aulas de la Universidad Autónoma de Fresnillo, al mudarse ésta, la ocuparon temporalmente algunas Unidades Académicas de la Universidad Autónoma de Zacatecas. Actualmente dichos espacios son ocupados por oficinas del Gobierno municipal. Entre las salas del edificio también se encontró por muchos años la biblioteca pública municipal; actualmente ocupadas por el museo a Beto Díaz y la Orquesta de la provincia.
- Iglesia de la Purificación

Construida hacia 1750, es la iglesia donde se venera a la Virgen de la Candelaria o de la Purificación, tradicionalmente considerada como patrona de la ciudad. Esta iglesia ha sido testigo de innumerables hechos históricos y violentos, prueba de ellos son la gran cantidad de impactos de bala que se encuentran en su torre. Se ubica entre las calles Reforma y Juan de Tolosa.
- Iglesia de Santa Ana

La iglesia de Santa Ana es la más antigua de la ciudad, construida alrededor de 1570. Se ubica en el fondo de la calle del mismo nombre y a un costado de la calle Zapata. Se distingue por tener al frente un antiguo monumento conocido como el pilar de los ángeles.
- Jardín Obelisco

Es una plaza ubicada entre la avenidas Juárez y Morelos. Se distingue por tener al centro un obelisco que funciona como punto de referencia geográfico y además posee un reloj solar. Fue mandado a construir por el presidente Antonio López de Santa Anna.
- Jardín Madero

Es una plaza ubicada a un costado de la iglesia de la Purificación y sobre la calle Juan de Tolosa. Se distingue por tener al centro un quiosco mandado a construir por Porfirio Díaz en 1910 en conmemoración del centenario de la independencia de México.

## Fiestas
- Feria Nacional de Fresnillo

Artículo principal Feria Nacional de la Plata .
A partir del año 2008 a la "Feria Regional de Fresnillo" se le cambió de nombre y de categoría, quedando como "Feria Nacional de la Plata" como un esfuerzo de las autoridades locales para fortalecer y promover a la feria de Fresnillo. En esa edición la "Feria Nacional de la Plata" contó con eventos culturales y artísticos de calidad internacional lo que respaldó a esta Feria como la más importante del estado de Zacatecas, dicha feria se celebra en el mes de agosto hasta principios del mes de septiembre. En la edición del 2012 la feria cambió su nombre a "Feria Nacional de Fresnillo".
- Día de la Candelaria

El 2 de febrero se celebra el Día de La Candelaria. El templo de la Purificación celebra sus fiestas en este día organizando una kermese popular en los alrededores del Templo.
- Fiestas de San Juanito

Fiesta de gran tradición en el pueblo fresnillense, comienza con el inicio del novenario a San Juan Bautista el 15 de junio, hasta el 24 de junio que es el día de su festividad, siguiendo hasta el 25 donde se hacen la morisma o batallas de moros contra cristianos con cofradías de diferentes puntos como Zacatecas, Vetagrande y Villanueva.
- Fiestas del Sagrado Corazón de Jesús

Estas fiestas cambian de acuerdo al calendario eclesiástico, de las parroquias más importantes de Fresnillo, este día, el sindicato de mineros de Fresnillo saca la imagen del Sagrado Corazón de Jesús en procesión por las principales calles de la ciudad.
- Fiestas de Santa Ana

Cada 26 de julio se celebra a la madre de la Virgen María, Santa Ana, con eventos deportivos y culturales.
- Fiestas del Señor de los Rayos

Cada 14 de octubre se celebra las fiestas del Señor de los Rayos. Esta devoción se tomó desde Temastian, en el estado de Jalisco, donde se venera la Santa Imagen de Cristo Crucificado. Aquí, en Fresnillo, se le construyó un templo con características modernas, y vienen a visitarlo peregrinos de Monterrey (Nuevo León), Saltillo (Coahuila), Sombrerete (Zacatecas), Temastian (Jalisco), y demás puntos de la República Mexicana.
- Docenario Guadalupano

A partir del 1 de diciembre los habitantes salen a las calles de Fresnillo a venerar a la Virgen de Guadalupe en peregrinaciones de las parroquias de Fresnillo al santuario dedicado a la Virgen de Guadalupe, construido bajo la batuta del presbítero Gabriel Medina hace más de 30 años. De estas fiestas destaca la procesión de antorchas, por la noche del 11 de diciembre. Las fiestas terminan con un gran desfile el 12 de diciembre donde todos lo fieles rinden tributo a la Virgen Morena.
- Celebración al Santo Niño de Atocha

El 25 de diciembre, es el día de mayor actividad y peregrinaje en el Santuario de Plateros al Santo Niño de Atocha, el tercer centro religioso del país.

## Deportes
El equipo de baloncesto Plateros de Fresnillo representa a la ciudad y al estado en la Liga Nacional de Baloncesto Profesional.
En la Liga Premier Serie A Mineros de Fresnillo FC.

## Personas destacadas
- Francisco Goitia
- Manuel M. Ponce
- Tomás Méndez Sosa
- Los Temerarios
- Enjambre (banda)
- Los Románticos de Zacatecas
- Samantha Barrón
- Verde, Héctor Gutiérrez Acevedo
- Beto Díaz
- Juan Carlos Saucedo

## Galería

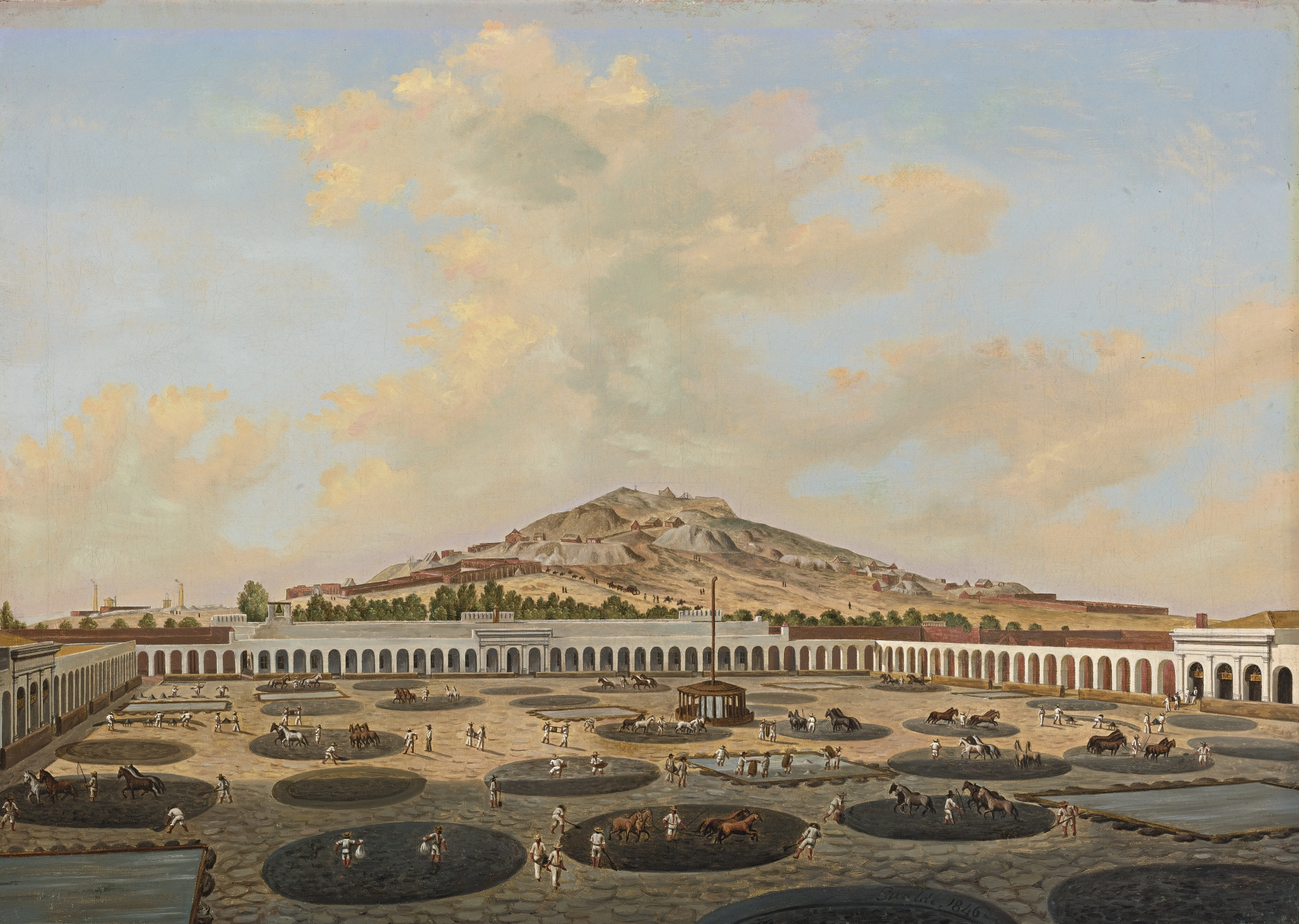
Hacienda Proaño
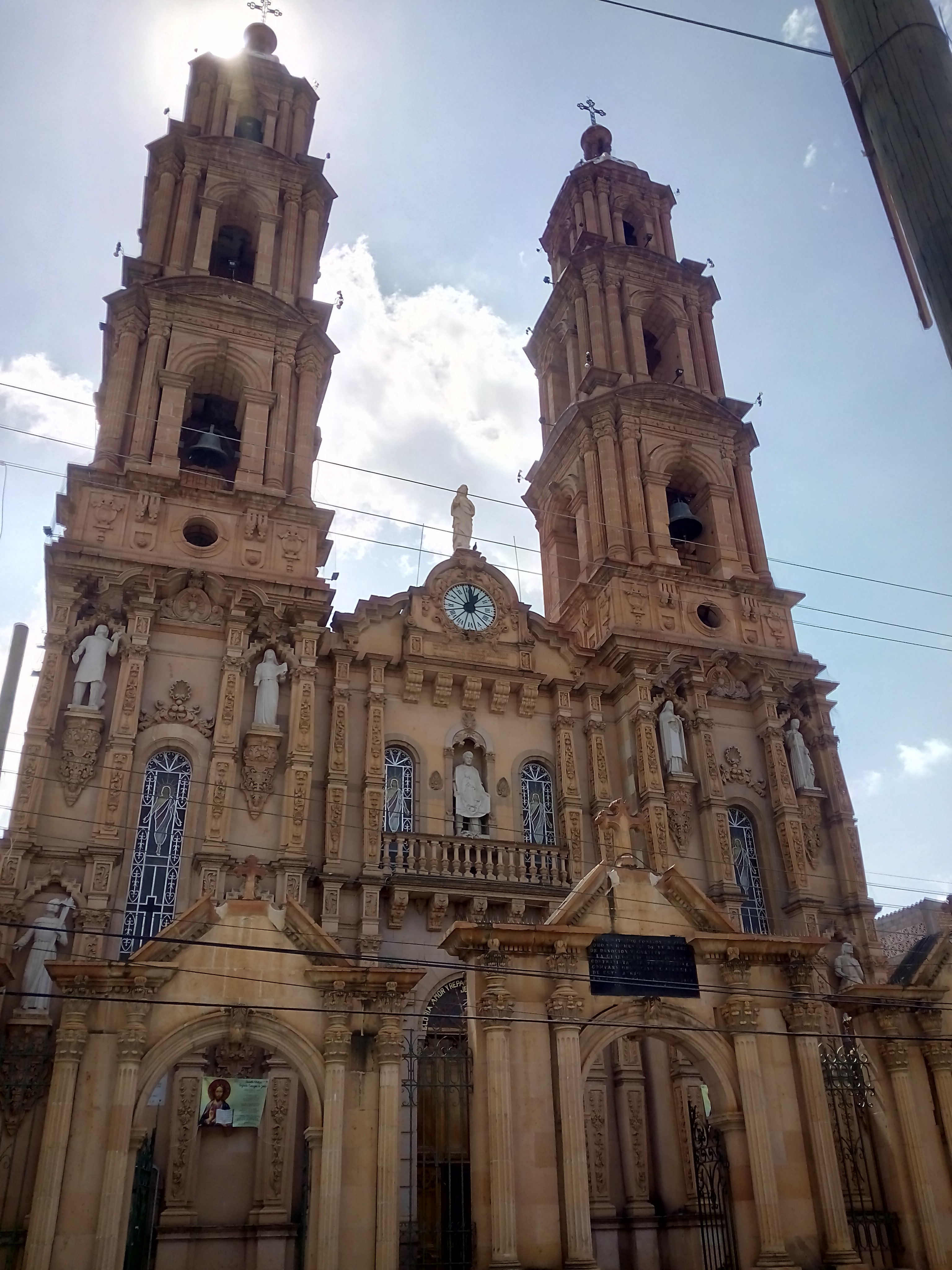
Parroquia del Sagrado Corazón de Jesus

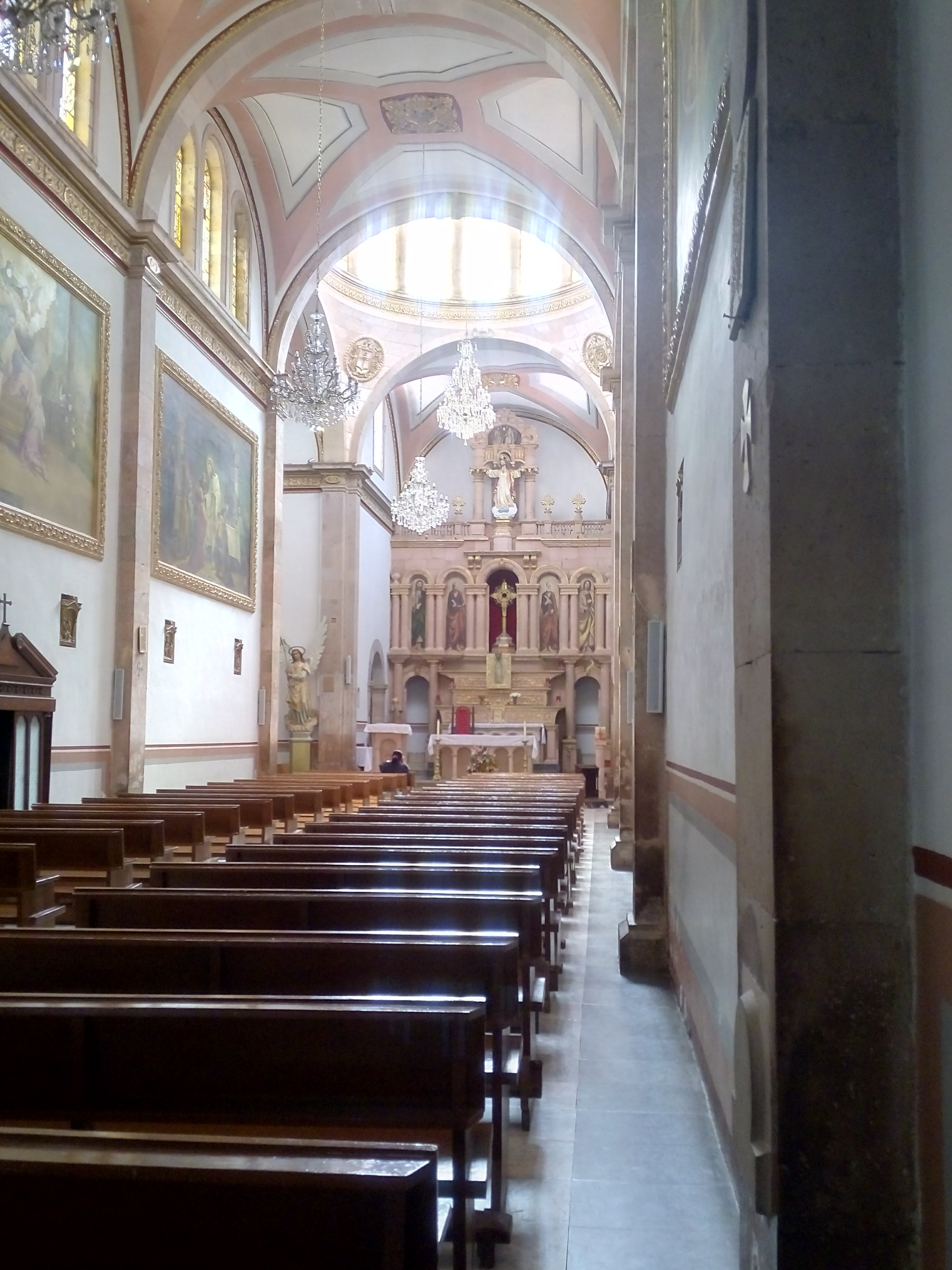
Interior del templo del sagrado corazón

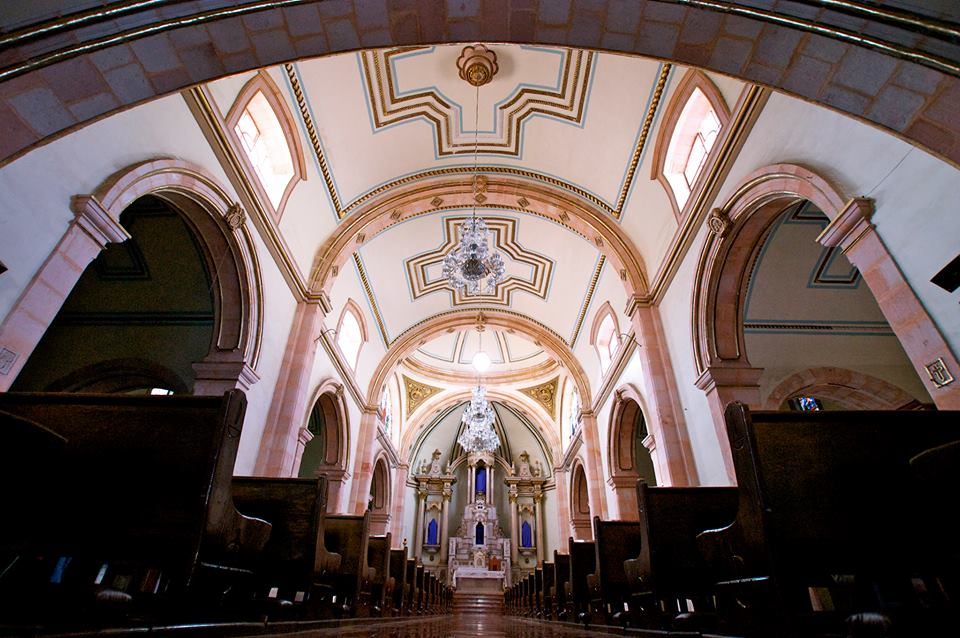
Interior del templo de la purificacion